# Reiterstandbild König Friedrich Wilhelms III. (Breslau)

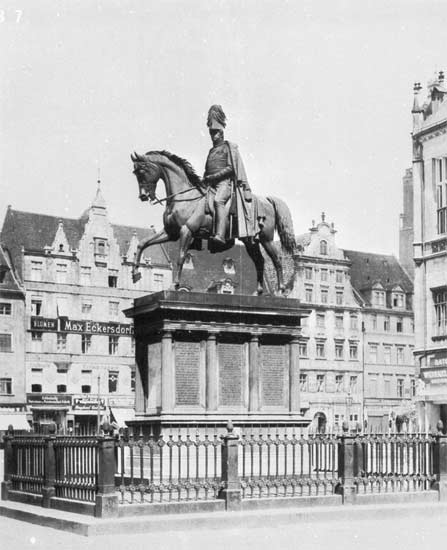
Das Reiterstandbild am Breslauer Ring, 1920

Das Reiterstandbild König Friedrich Wilhelms III. war ein Denkmal zu Ehren des preußischen Königs Friedrich Wilhelm III. in Breslau. Es war ein Werk des Bildhauers August Kiß.

## Geschichte
Das Denkmal wurde am 4. Juli 1861 an der westlichen Seite des Großen Rings in direkter Nachbarschaft zum Neuen Rathaus in Gegenwart seines Sohnes Wilhelm I. enthüllt. Es stellte Friedrich Wilhelm III. reitend in zeitgenössischer Uniform mit federgeschmücktem Zweispitz dar. Der von August Stüler gestaltete Sockel trug als Inschrift den Aufruf An mein Volk, den der König 1813 in Breslau bei Beginn der Befreiungskriege erlassen hatte.
Das im Zweiten Weltkrieg kaum beschädigte Denkmal wurde kurze Zeit nach der Inbesitznahme Breslaus durch die Volksrepublik Polen im Jahr 1945 zerstört und vermutlich eingeschmolzen. Der Sockel blieb noch einige Jahre erhalten. An der gleichen Stelle steht heute das Aleksander-Fredro-Denkmal.